# Cherier
Cherier est une commune française située dans le département de la Loire en région Auvergne-Rhône-Alpes.

## Géographie
Cherier est un village situé en France dans la Loire, non loin de Roanne, dans le canton de Renaison.
Le vieux bourg se situe entre le mont Sainte-Agathe et la Salette.
Les Moulins est sur la D 53 entre Saint-Just-en-Chevalet et Roanne.

### Climat
Pour des articles plus généraux, voir Climat d'Auvergne-Rhône-Alpes et Climat de la Loire.
En 2010, le climat de la commune est de type climat des marges montargnardes, selon une étude du Centre national de la recherche scientifique s'appuyant sur une série de données couvrant la période 1971-2000. En 2020, Météo-France publie une typologie des climats de la France métropolitaine dans laquelle la commune est exposée à un climat de montagne ou de marges de montagne et est dans la région climatique Nord-est du Massif Central, caractérisée par une pluviométrie annuelle de 800 à 1 200 mm, bien répartie dans l’année.
Pour la période 1971-2000, la température annuelle moyenne est de 9,8 °C, avec une amplitude thermique annuelle de 15,9 °C. Le cumul annuel moyen de précipitations est de 1 029 mm, avec 11,7 jours de précipitations en janvier et 7,9 jours en juillet. Pour la période 1991-2020, la température moyenne annuelle observée sur la station météorologique de Météo-France la plus proche, « Saint-Just-en-Chevalet », sur la commune de Saint-Just-en-Chevalet à 8 km à vol d'oiseau, est de 9,8 °C et le cumul annuel moyen de précipitations est de 884,6 mm,. Pour l'avenir, les paramètres climatiques de la commune estimés pour 2050 selon différents scénarios d'émission de gaz à effet de serre sont consultables sur un site dédié publié par Météo-France en novembre 2022.

## Urbanisme

### Typologie
Au 1er janvier 2024, Cherier est catégorisée commune rurale à habitat très dispersé, selon la nouvelle grille communale de densité à sept niveaux définie par l'Insee en 2022.
Elle est située hors unité urbaine. Par ailleurs la commune fait partie de l'aire d'attraction de Roanne, dont elle est une commune de la couronne,. Cette aire, qui regroupe 88 communes, est catégorisée dans les aires de 50 000 à moins de 200 000 habitants,.

### Occupation des sols
L'occupation des sols de la commune, telle qu'elle ressort de la base de données européenne d’occupation biophysique des sols Corine Land Cover (CLC), est marquée par l'importance des territoires agricoles (60,6 % en 2018), une proportion sensiblement équivalente à celle de 1990 (61,2 %). La répartition détaillée en 2018 est la suivante : prairies (53,9 %), forêts (35,6 %), milieux à végétation arbustive et/ou herbacée (3,8 %), zones agricoles hétérogènes (3,5 %), terres arables (3,2 %). L'évolution de l’occupation des sols de la commune et de ses infrastructures peut être observée sur les différentes représentations cartographiques du territoire : la carte de Cassini (XVIIIe siècle), la carte d'état-major (1820-1866) et les cartes ou photos aériennes de l'IGN pour la période actuelle (1950 à aujourd'hui).

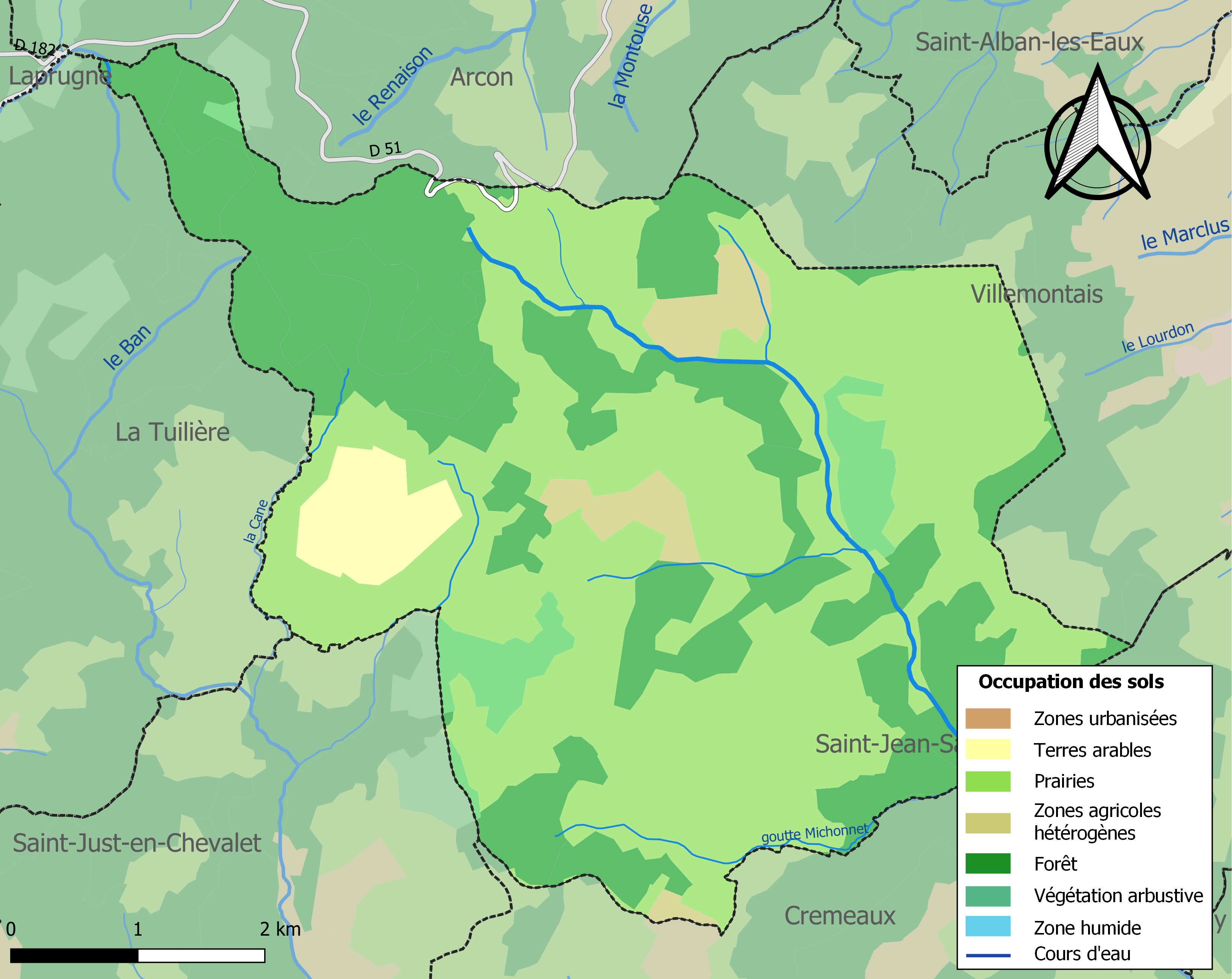
Carte des infrastructures et de l'occupation des sols de la commune en 2018 (CLC).

## Politique et administration

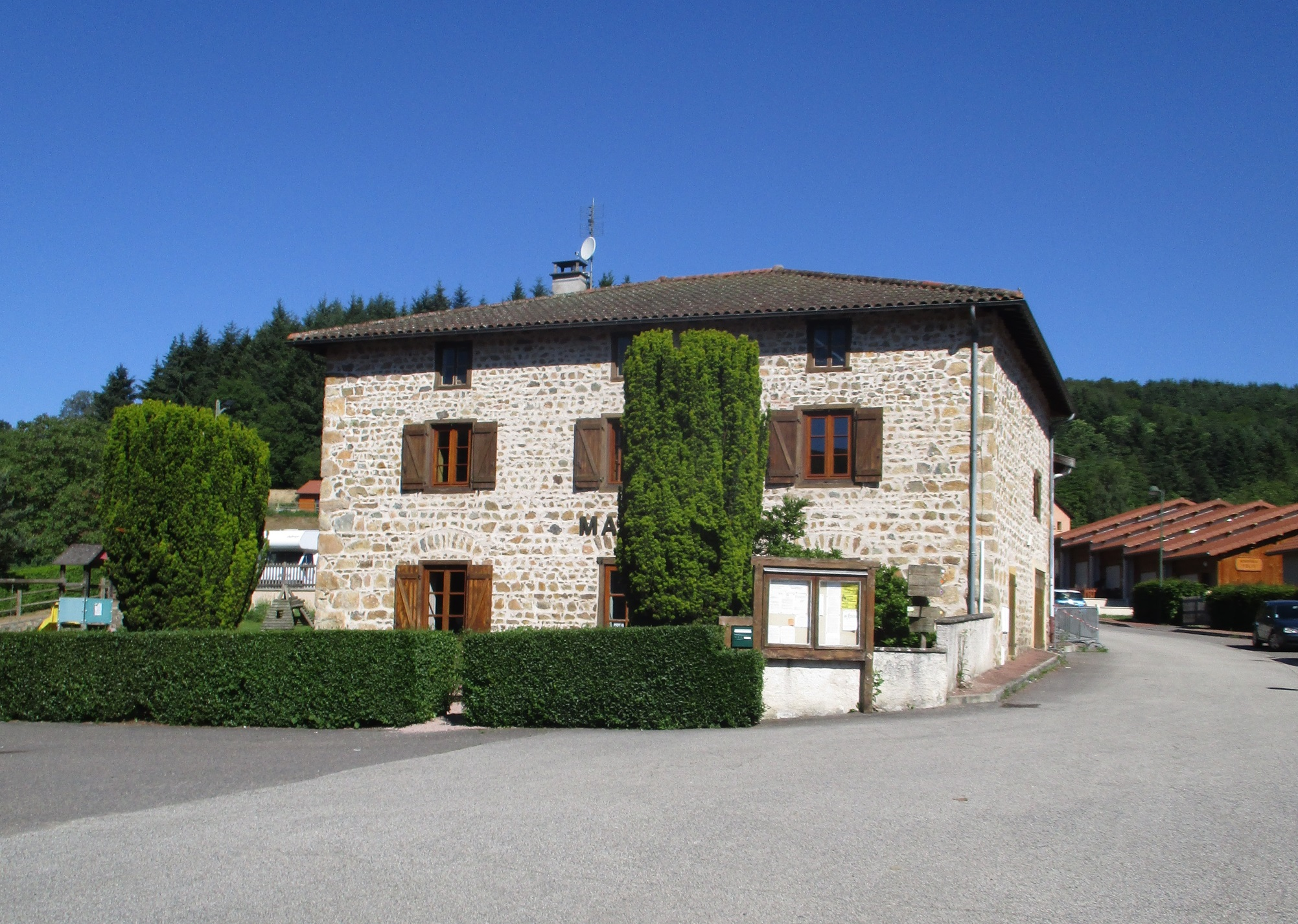
La mairie.

| Période                                  | Période                   | Identité        | Étiquette | Qualité                                                                      |
| ---------------------------------------- | ------------------------- | --------------- | --------- | ---------------------------------------------------------------------------- |
| Les données manquantes sont à compléter. |                           |                 |           |                                                                              |
| juin 1971                                | avril 1978                | Jean Brunelin   | SE        | Enseignant, président fondateur du SIVOM des pays d'urfé. Décédé en fonction |
| mars 1983                                | juin 1995                 | Marcel Souchon  |           | Artisan                                                                      |
| juin 1995                                | mars 2008                 | Jean Laboure    |           |                                                                              |
| mars 2008                                | 2014                      | Odile Collet    |           |                                                                              |
| 2014 (réélu en 2020)                     | En cours (au 25 mai 2020) | Charles Labouré | SE        | Président de la communauté de communes                                       |

## Population et société

### Démographie
L'évolution du nombre d'habitants est connue à travers les recensements de la population effectués dans la commune depuis 1793. Pour les communes de moins de 10 000 habitants, une enquête de recensement portant sur toute la population est réalisée tous les cinq ans, les populations de référence des années intermédiaires étant quant à elles estimées par interpolation ou extrapolation. Pour la commune, le premier recensement exhaustif entrant dans le cadre du nouveau dispositif a été réalisé en 2006.

En 2022, la commune comptait 522 habitants, en évolution de −5,95 % par rapport à 2016 (Loire : +1,32 %, France hors Mayotte : +2,11 %).
| 1793 | 1800 | 1806  | 1821  | 1831  | 1836  | 1841  | 1846  | 1851  |
| ---- | ---- | ----- | ----- | ----- | ----- | ----- | ----- | ----- |
| 930  | 937  | 1 025 | 1 081 | 1 195 | 1 116 | 1 190 | 1 191 | 1 198 |

| 1856  | 1861  | 1866  | 1872  | 1876  | 1881  | 1886  | 1891  | 1896  |
| ----- | ----- | ----- | ----- | ----- | ----- | ----- | ----- | ----- |
| 1 160 | 1 108 | 1 136 | 1 181 | 1 156 | 1 104 | 1 151 | 1 147 | 1 144 |

| 1901  | 1906  | 1911  | 1921  | 1926 | 1931 | 1936 | 1946 | 1954 |
| ----- | ----- | ----- | ----- | ---- | ---- | ---- | ---- | ---- |
| 1 129 | 1 096 | 1 053 | 1 008 | 939  | 892  | 870  | 851  | 741  |

| 1962 | 1968 | 1975 | 1982 | 1990 | 1999 | 2006 | 2011 | 2016 |
| ---- | ---- | ---- | ---- | ---- | ---- | ---- | ---- | ---- |
| 703  | 647  | 595  | 542  | 482  | 445  | 449  | 490  | 555  |

| 2021 | 2022 | - | - | - | - | - | - | - |
| ---- | ---- | - | - | - | - | - | - | - |
| 538  | 522  | - | - | - | - | - | - | - |

## Culture locale et patrimoine

### Lieux et monuments
- Moulins Cherier.
- Église Sainte-Marie de Cherier.

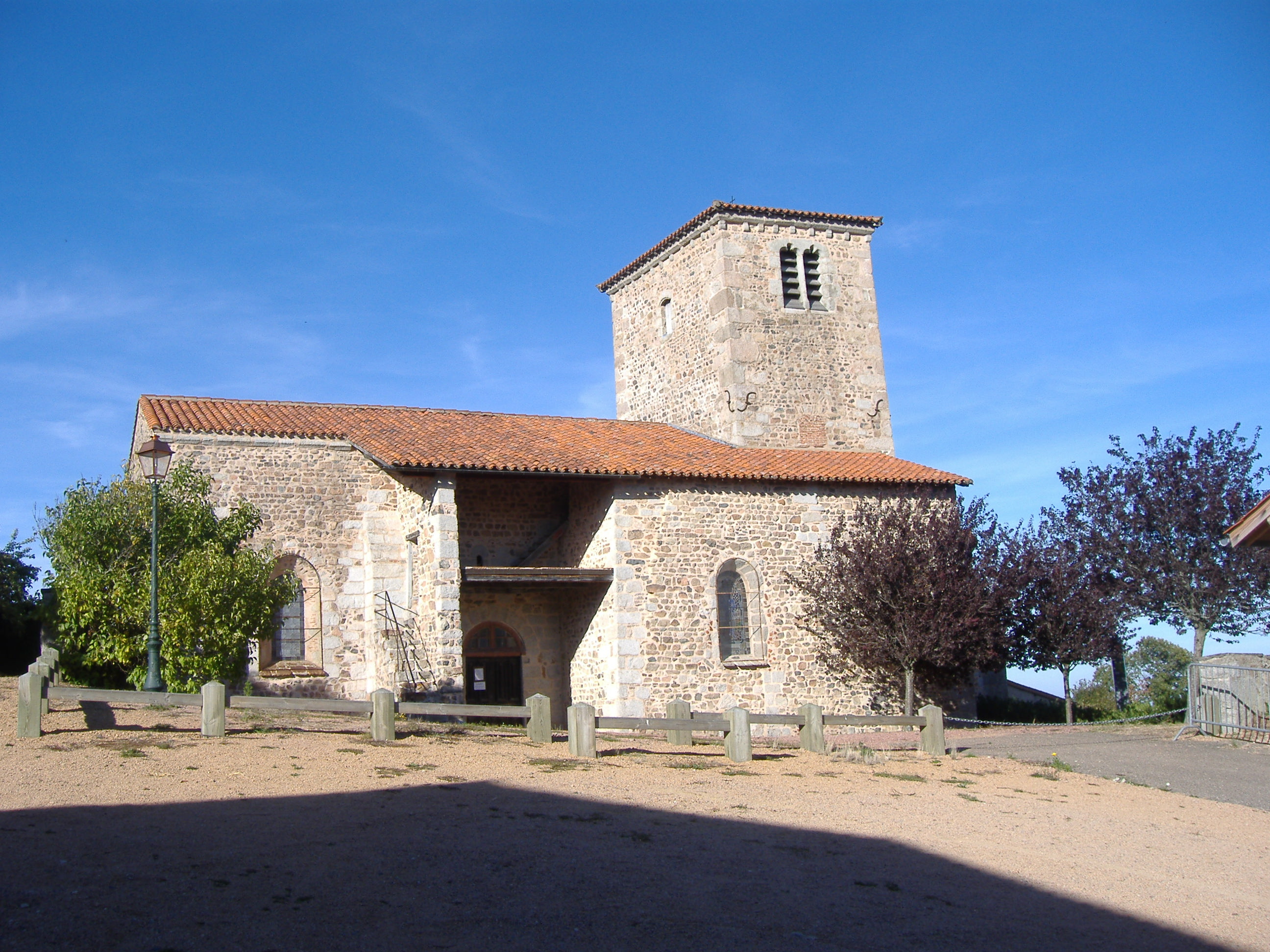
L'église.

- Église Saint-Barthélemy des Moulins.
- La chapelle de la Salette et sa Madone, située au vieux Cherier, domine toute la plaine roannaise. De ce magnifique perchoir on dit pouvoir observer 72 clochers. Par temps clair on arrive même à apercevoir le mont Blanc et les Alpes.
- La Chaux : lieu-dit de la commune de Cherier situé au sud des Moulins Cherier. Ce hameau est composé d'une seule ferme.
- Les Pras est un des hameaux les plus hauts de la commune.

### Personnalité liée à la commune
- Luc Tesson (né en 1976), dessinateur de presse et illustrateur, il a travaillé sur Cherier[18].

## Héraldique
| Blason de Cherier | Blason  | Parti: au 1) d'or à une roue à aubes d'azur mouvant d'une burelle ondée du même, au 2) d'argent à un mont de trois coupeaux inégaux de sinople, brochant le plus proche sur le second, le second sur le dernier; à un chirat [amas de pierres] d'argent mouvant de la pointe et brochant sur la partition. |
| Blason de Cherier | Détails | Adopté le 9 juin 2023. |